# Liden siv
Liden siv (Juncus bulbosus) er et 5-20 cm højt halvgræs, der vokser i klitter, moser og ved søer. Det er en meget lille siv, der findes i to former – en sumpform og en vandform.

## Beskrivelse
Liden siv kendes i ikke-blomstrende tilstand på bladenes tværstillede vægge, på de rosetstillede blade, hvis længde varierer fra 3 til 20 cm og på den knoldformet opsvulmede stængelbasis. Vandformen, der er steril, udvikler ofte kædeformede skud, der kan blive over 1 m lange. Sumpformen udvikler ofte blomster.
Liden siv kan især forveksles med andre arter af siv, fra hvilke den kendes på blomsterkaraktererne, på den opsvulmede stængelbasis og på de meget smalle blade.
Tæt men spinkelt rodnet. Udløbere befinder sig typisk i eller lige under jordoverfladen.
Højde: 3-20 cm.

## Hjemsted
Liden siv vokser dels i rene, næringsfattige, ofte sure søer, i sure vandløb og grøfter samt i klit- og hedelavninger. Den er karakterart for de mest sure vande og er en af de få arter, som tåler det meget sure vand i gamle brunkulslejer.
I Danmark er den almindelig i Vest- og Nordjylland, i Nordsjælland og på Bornholm. I resten af landet findes den hist og her.
| Portal | Portal:Botanik |